# Algos
Algea ou Algos (en grec ancien : Ἄλγεα ; singulier : Ἄλγος) est utilisé par Hésiode au pluriel comme la personnification des peines et des douleurs, qui y sont représentés comme les filles d'Éris, déesse grecque de la discorde. Ce sont les opposés de Hédoné, déesse du plaisir et de la volupté .
Trois Algea individuelles sont décrites: Lupe (Λυπη: « la Douleur »), Achos (Αχος: « le deuil »), et Ania (Ανια: « le chagrin »).

## Famille
Au nombre de trois, les Algos sont les filles de la déesse de la discorde, Éris. Cela en fait aussi les sœurs de Lavov (la Contrainte), Léthé (l'Oubli), Limos (la Faim), les Amphillogiai  (la Dispute), les Hysminai (les Batailles), les Makhai (la Guerre), les Phonoi (le Meurtre), les Androktasiai (les Massacres), les Neikea (les Querelles), les Pseudea (les Mensonges), les Logoi (les Histoires), Dysnomia (l'Anarchie), Até (la Ruine), et Horkos (le Serment),.

## Étymologie
Algos en grec est un nom neutre signifiant littéralement « douleur ».
Le nom est lié au suffixe -algia désignant une condition douloureuse.